# هیتاچی کانسالتینگ
هیتاچی کانسالتینگ (انگلیسی: Hitachi Consulting) شرکت خدمات حرفه‌ای ژاپنی است، که در سال ۲۰۰۰ تأسیس شد.
شرکت مشاوره هیتاچی یک شرکت مشاوره مدیریت و فناوری بین‌المللی آمریکایی بود که دفتر مرکزی آن در دالاس، تگزاس قرار داشت. این شرکت در نوامبر ۲۰۰۰ به عنوان یک شرکت تابعه از شرکت ژاپنی هیتاچی تأسیس شد و تقریباً ۶۵۰۰ نفر را در ایالات متحده، ژاپن، برزیل، چین، هند، پرتغال، سنگاپور، اسپانیا، انگلستان، آلمان و ویتنام استخدام کرد.